# Facundo Tealde
Facundo Tealde Sassano (Montevideo, 15 marzo 1989) è un calciatore uruguaiano, difensore del Dep. Maldonado.

## Caratteristiche tecniche
È un terzino sinistro.

## Carriera
Cresciuto nel settore giovanile del Peñarol, nel gennaio 2011 è stato ceduto al Miramar Misiones. Ha debuttato fra i professionisti il 9 aprile dello stesso anno disputando l'incontro di Primera División Profesional pareggiato 1-1 contro il Cerro.